# Glischropus
Glischropus (Dobson, 1875) è un genere di pipistrelli della famiglia dei Vespertilionidi.

## Etimologia
L'epiteto generico deriva dalla combinazione delle due parole greche γλίσχρος- adesivo, e -πούς, piede, con allusione ai caratteristici cuscinetti carnosi plantari.

## Descrizione

### Dimensioni
Al genere Glischropus appartengono pipistrelli di piccole dimensioni, con lunghezza della testa e del corpo tra 40 mm, la lunghezza dell'avambraccio tra 28 e 35 mm, la lunghezza della coda tra 32 e 40 mm e un peso fino a 4,5 g.

### Caratteristiche craniche e dentarie
Il cranio non è particolarmente appiattito ma presenta un rostro corto che sale gradualmente verso la scatola cranica. L'incisivo superiore esterno è disposto esternamente la linea alveolare.
Sono caratterizzati dalla seguente formula dentaria:

### Aspetto
La pelliccia è lunga. Il colore delle parti dorsali varia dal bruno-rossastro al nerastro, mentre le parti ventrali sono più chiare. La testa è rotonda, mentre il muso è corto, largo e con delle masse ghiandolari sui lati. Le orecchie sono di proporzioni normali, ben separate tra loro e arrotondate, il trago è sottile, arrotondato all'estremità e leggermente curvato in avanti. Sono presenti dei cuscinetti carnosi rosati o biancastri alla base di ogni pollice e sulla pianta del piede. La coda è lunga ed è inclusa completamente nell'ampio uropatagio.

## Distribuzione
Il genere è diffuso nell'Ecozona orientale, dal Myanmar fino alle Isole Molucche.

## Tassonomia
Il genere comprende 5 specie.
- Il cranio presenta una fronte elevata e la scatola cranica più tondeggiante.
  - Glischropus aquilus
  - Glischropus bucephalus
  - Glischropus meghalayanus
- La fronte sale gradualmente verso la scatola cranica.
  - Glischropus javanus
  - Glischropus tylopus